# Olympische Sommerspiele 1984/Teilnehmer (Grenada)
| Gelbes Symbol für Goldmedaillen mit stilisierten Olympischen Ringen | Graues Symbol für Silbermedaillen mit stilisierten Olympischen Ringen | Braundes Symbol für Bronzemedaillen mit stilisierten Olympischen Ringen |
| ------------------------------------------------------------------- | --------------------------------------------------------------------- | ----------------------------------------------------------------------- |
| —                                                                   | —                                                                     | —                                                                       |

Grenada nahm bei den Olympischen Spielen 1984 in Los Angeles zum ersten Mal an Olympischen Sommerspielen teil. Die Olympiamannschaft bestand aus sechs Athleten.

## Teilnehmer nach Sportart

### Boxen
- Chris Collins
Männer, Mittelgewicht, in der 1. Runde ausgeschieden
- Anthony Longdon
Männer, Halbschwergewicht, in der 1. Runde ausgeschieden
- Emrol Phillip
Männer, Leichtgewicht, 17. Platz (geteilt)
- Bernard Wilson
Männer, Weltergewicht, in der 2. Runde ausgeschieden

### Leichtathletik
- Jacinta Bartholomew
Frauen, Weitsprung, in der Qualifikationsrunde ausgeschieden (6,07 m)
- Samuel Sawny
Frauen, 800 m, in der 1. Runde ausgeschieden (1:53,08 min)